# Manchester United F.C. mùa bóng 1979–80
Mùa giải 1979–80 là mùa giải thứ 78 của Manchester United trong hệ thống  bóng đá Anh, và là mùa giải thứ năm liên tiếp của họ ở giải đấu hàng đầu của bóng đá Anh. Họ đã kết thúc mùa giải thứ hai trong giải đấu, chỉ kém nhà vô địch Liverpool hai điểm và đủ điều kiện tham dự Cúp UEFA 1981. Đó là mùa giải đầu tiên tại câu lạc bộ của tiền vệ mới Ray Wilkins, được ký hợp đồng vào mùa giải năm 1979 với mức phí kỷ lục của câu lạc bộ là 750.000 bảng. Tuy nhiên, United đã nổi tiếng là chơi thứ bóng đá tương đối buồn tẻ dưới thời Sexton sau phong cách chơi giải trí hơn dưới thời Tommy Docherty, và đến cuối mùa giải thứ ba của anh ấy với tư cách là huấn luyện viên, họ vẫn chưa giành được một danh hiệu lớn nào, như Liverpool đã giành được danh hiệu thứ năm trong tám mùa giải.
Vào ngày 25 tháng 2 năm 1980, Chủ tịch của United kể từ năm 1965, Louis Edwards đột ngột qua đời vì một cơn đau tim. Con trai của ông là Martin Edwards thay thế ông làm chủ tịch vào ngày 22 tháng 3 năm 1980.

## First Division
| Ngày       | Đối thủ                 | Sân nhà/khách | Tỉ số | Cầu thủ ghi bàn                     | Số lượng khán giả |
| ---------- | ----------------------- | ------------- | ----- | ----------------------------------- | ----------------- |
| 18/8/1979  | Southampton             | A             | 1–1   | McQueen                             | 21,768            |
| 22/8/1979  | West Bromwich Albion    | H             | 2–0   | McQueen, Coppell                    | 53,393            |
| 25/8/1979  | Arsenal                 | A             | 0–0   |                                     | 44,380            |
| 1/9/1979   | Middlesbrough           | H             | 2–1   | Macari (2)                          | 51,015            |
| 8/9/1979   | Aston Villa             | A             | 3–0   | Coppell, Thomas (pen.), Grimes      | 36,183            |
| 15/9/1979  | Derby County            | H             | 1–0   | Grimes                              | 54,308            |
| 22/9/1979  | Wolverhampton Wanderers | A             | 1–3   | Macari                              | 35,503            |
| 29/9/1979  | Stoke City              | H             | 4–0   | Wilkins, McQueen (2), McIlroy       | 52,596            |
| 6/10/1979  | Brighton & Hove Albion  | H             | 2–0   | Coppell, Macari                     | 52,641            |
| 10/10/1979 | West Bromwich Albion    | A             | 0–2   |                                     | 27,713            |
| 13/10/1979 | Bristol City            | A             | 1–1   | Macari                              | 28,305            |
| 20/10/1979 | Ipswich Town            | H             | 1–0   | Grimes                              | 50,826            |
| 27/10/1979 | Everton                 | A             | 0–0   |                                     | 37,708            |
| 3/11/1979  | Southampton             | H             | 1–0   | Macari                              | 50,215            |
| 10/11/1979 | Manchester City         | A             | 0–2   |                                     | 50,567            |
| 17/11/1979 | Crystal Palace          | H             | 1–1   | Jordan                              | 52,800            |
| 24/11/1979 | Norwich City            | H             | 5–0   | Macari, Moran, Coppell, Jordan (2)  | 46,540            |
| 1/12/1979  | Tottenham Hotspur       | A             | 2–1   | Macari, Coppell                     | 51,389            |
| 8/12/1979  | Leeds United            | H             | 1–1   | Thomas                              | 57,471            |
| 15/12/1979 | Coventry City           | A             | 2–1   | McQueen, Macari                     | 25,541            |
| 22/12/1979 | Nottingham Forest       | H             | 3–0   | Jordan (2), McQueen                 | 54,607            |
| 26/12/1979 | Liverpool               | A             | 0–2   |                                     | 51,073            |
| 29/12/1979 | Arsenal                 | H             | 3–0   | McQueen, Jordan, McIlroy (pen.)     | 54,295            |
| 12/1/1980  | Middlesbrough           | A             | 1–1   | Thomas                              | 30,587            |
| 2/2/1980   | Derby County            | A             | 3–1   | Thomas, McIlroy, B. Powell (o.g.)   | 27,783            |
| 9/2/1980   | Wolverhampton Wanderers | H             | 0–1   |                                     | 51,568            |
| 16/2/1980  | Stoke City              | A             | 1–1   | Coppell                             | 28,389            |
| 23/2/1980  | Bristol City            | H             | 4–0   | Jordan (2), McIlroy, Merrick (o.g.) | 43,329            |
| 27/2/1980  | Bolton Wanderers        | H             | 2–0   | McQueen, Coppell                    | 47,546            |
| 1/3/1980   | Ipswich Town            | A             | 0–6   |                                     | 30,229            |
| 12/3/1980  | Everton                 | H             | 0–0   |                                     | 45,515            |
| 15/3/1980  | Brighton & Hove Albion  | A             | 0–0   |                                     | 30,243            |
| 22/3/1980  | Manchester City         | H             | 1–0   | Thomas                              | 56,387            |
| 29/3/1980  | Crystal Palace          | A             | 2–0   | Jordan, Thomas                      | 33,056            |
| 2/4/1980   | Nottingham Forest       | A             | 0–2   |                                     | 31,417            |
| 5/4/1980   | Liverpool               | H             | 2–1   | Thomas, Greenhoff                   | 57,342            |
| 7/4/1980   | Bolton Wanderers        | A             | 3–1   | McQueen, Thomas, Coppell            | 31,902            |
| 12/4/1980  | Tottenham Hotspur       | H             | 4–1   | Ritchie (3), Wilkins                | 53,151            |
| 19/4/1980  | Norwich City            | A             | 2–0   | Jordan (2)                          | 24,697            |
| 23/4/1980  | Aston Villa             | H             | 2–1   | Jordan (2)                          | 45,201            |
| 26/4/1980  | Coventry City           | H             | 2–1   | McIlroy (2; 1 pen)                  | 52,154            |
| 3/5/1980   | Leeds United            | A             | 0–2   |                                     | 39,625            |

## FA Cup
| Ngày     | Vòng          | Đối thủ           | Sân nhà/khách | Tỉ số | Cầu thủ ghi bàn | Số lượng khán giả |
| -------- | ------------- | ----------------- | ------------- | ----- | --------------- | ----------------- |
| 5/1/1980 | Vòng 3        | Tottenham Hotspur | A             | 1–1   | McIlroy (Pen.)  | 45,207            |
| 9/1/1980 | Vòng 3 Đá lại | Tottenham Hotspur | H             | 0–1   |                 | 53,762            |

## League Cup
| Ngày      | Vòng           | Đối thủ           | Sân nhà/khách | Tỉ số | Cầu thủ ghi bàn              | Số lượng khán giả |
| --------- | -------------- | ----------------- | ------------- | ----- | ---------------------------- | ----------------- |
| 29/8/1979 | Vòng 2 Lượt đi | Tottenham Hotspur | A             | 1–2   | Thomas                       | 29,163            |
| 5/9/1979  | Vòng 2 Lượt về | Tottenham Hotspur | H             | 3–1   | Thomas, Coppell, Miller (OG) | 48,292            |
| 26/9/1979 | Vòng 3         | Norwich City      | A             | 1–4   | McIlroy                      | 18,312            |

## Thống kê đội hình
| Vị trí. | Tên cầu thủ      | League | League | FA Cup | FA Cup | League Cup | League Cup | Tổng cộng | Tổng cộng |
| Vị trí. | Tên cầu thủ      | Trận   | Bàn    | Trận   | Bàn    | Trận       | Bàn        | Trận      | Bàn       |
| ------- | ---------------- | ------ | ------ | ------ | ------ | ---------- | ---------- | --------- | --------- |
| TM      | Gary Bailey      | 42     | 0      | 2      | 0      | 3          | 0          | 47        | 0         |
| HV      | Arthur Albiston  | 25     | 0      | 0      | 0      | 3          | 0          | 28        | 0         |
| HV      | Martin Buchan    | 42     | 0      | 2      | 0      | 3          | 0          | 47        | 0         |
| HV      | Stewart Houston  | 14     | 0      | 2      | 0      | 1          | 0          | 17        | 0         |
| HV      | Nikola Jovanović | 1(1)   | 0      | 0      | 0      | 0          | 0          | 1(1)      | 0         |
| HV      | Gordon McQueen   | 33     | 9      | 2      | 0      | 2          | 0          | 37        | 9         |
| HV      | Kevin Moran      | 9      | 1      | 0      | 0      | 0          | 0          | 9         | 1         |
| HV      | Jimmy Nicholl    | 42     | 0      | 2      | 0      | 3          | 0          | 47        | 0         |
| HV      | Steve Paterson   | 0(1)   | 0      | 0      | 0      | 1          | 0          | 1(1)      | 0         |
| TV      | Steve Coppell    | 42     | 8      | 2      | 0      | 2          | 1          | 46        | 9         |
| TV      | Ashley Grimes    | 20(6)  | 3      | 0      | 0      | 1          | 0          | 21(6)     | 3         |
| TV      | Lou Macari       | 39     | 9      | 2      | 0      | 3          | 0          | 44        | 9         |
| TV      | Chris McGrath    | 0(1)   | 0      | 0      | 0      | 0          | 0          | 0(1)      | 0         |
| TV      | Sammy McIlroy    | 41     | 6      | 2      | 1      | 2          | 1          | 45        | 8         |
| TV      | Tom Sloan        | 1(4)   | 0      | 0      | 0      | 0          | 0          | 1(4)      | 0         |
| TV      | Mickey Thomas    | 35     | 8      | 2      | 0      | 3          | 2          | 40        | 10        |
| TV      | Ray Wilkins      | 37     | 2      | 2      | 0      | 3          | 0          | 42        | 2         |
| TĐ      | Jimmy Greenhoff  | 4(1)   | 1      | 0      | 0      | 0          | 0          | 4(1)      | 1         |
| TĐ      | Joe Jordan       | 32     | 13     | 2      | 0      | 2          | 0          | 36        | 13        |
| TĐ      | Andy Ritchie     | 3(5)   | 3      | 0      | 0      | 1(2)       | 0          | 4(7)      | 3         |
| —       | Phản lưới nhà    | —      | 2      | —      | 0      | —          | 1          | —         | 3         |